# Boerhaavekwartier

Ligging van het Boerhaavekwartier binnen de gemeente Gouda

Het Boerhaavekwartier is een buurt in de stad Gouda, in de Nederlandse provincie Zuid-Holland. De buurt is gelegen in de wijk Bloemendaal, wordt gekenmerkt door grootschalige bebouwing, en heeft 2515 inwoners (1 januari 2010). Dit is een stijging van bijna 25% ten opzichte van 2004. In de wijk vindt dan ook een groot aantal nieuwbouwprojecten plaats. De bevolkingsdichtheid bedraagt 5019 inwoners per vierkante kilometer.

## Instellingen
In het Boerhaavekwartier is een aantal grote instellingen gevestigd. 
- Driestar Educatief
- Groene Hart Ziekenhuis
- Station Gouda
- Wellant College
- Zorgcentrum Ronssehof
- Zorgpartners Midden-Holland
- Gemeente Gouda/Huis van de Stad

## Nieuwbouwprojecten

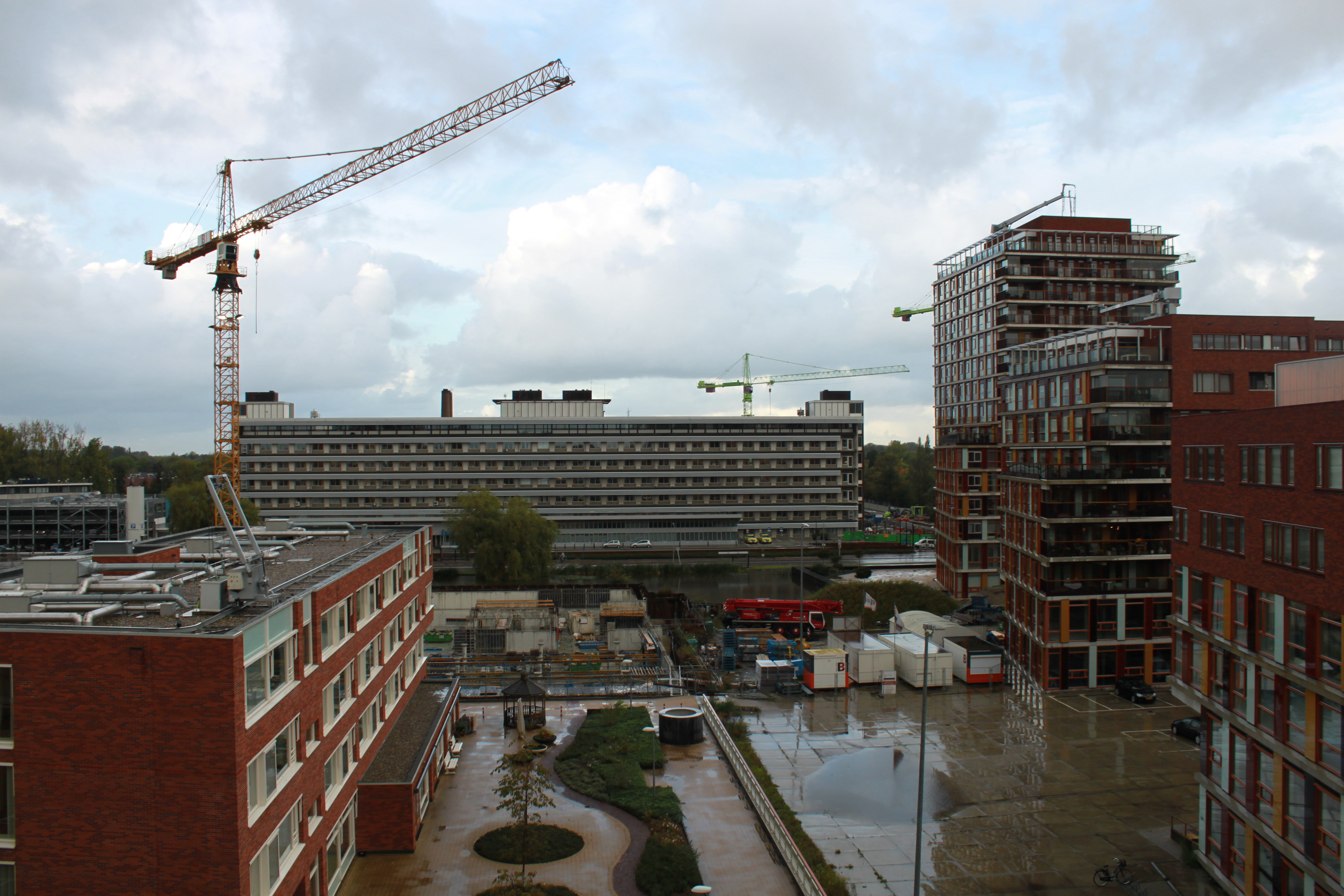
Nieuwbouw in het Boerhaavekwartier.

De buurt ondergaat sinds enkele jaren een grondige metamorfose, doordat er een groot aantal nieuwbouwprojecten plaatsvindt of heeft gevonden:
- Huis van de Stad: nieuw gemeentehuis, als onderdeel van het Spoorzone-project.
- Nieuwbouw Groene Hart Ziekenhuis: het Groene Hart Ziekenhuis werd uitgebreid met een nieuwe vleugel van 28.000 m²;
- Ronsseveld: appartementen en commerciële ruimtes voor verschillende doelgroepen;
- Riddervelden: appartementen en commerciële ruimtes, voornamelijk gericht op senioren;
- Uitbreiding Driestar Educatief: uitbreiding van de onderwijsinstelling Driestar Educatief, met onder andere een woontoren voor studenten.